# Жената на летеца
„Жената на летеца“ (на френски: La femme de l'aviateur) е френски трагикомичен филм от 1981 година на режисьора Ерик Ромер по негов собствен сценарий.
В центъра на сюжета е младеж, който има връзка с невротична млада жена, вижда я случайно с бившия ѝ любовник и решава да го следи из града, изграждайки хипотези за действията му. Главните роли се изпълняват от Филип Марло, Мари Ривиер, Ан-Лор Мьори, Матийо Кариер.